# Biserica Sfinții Petru și Pavel din Ottmarsheim

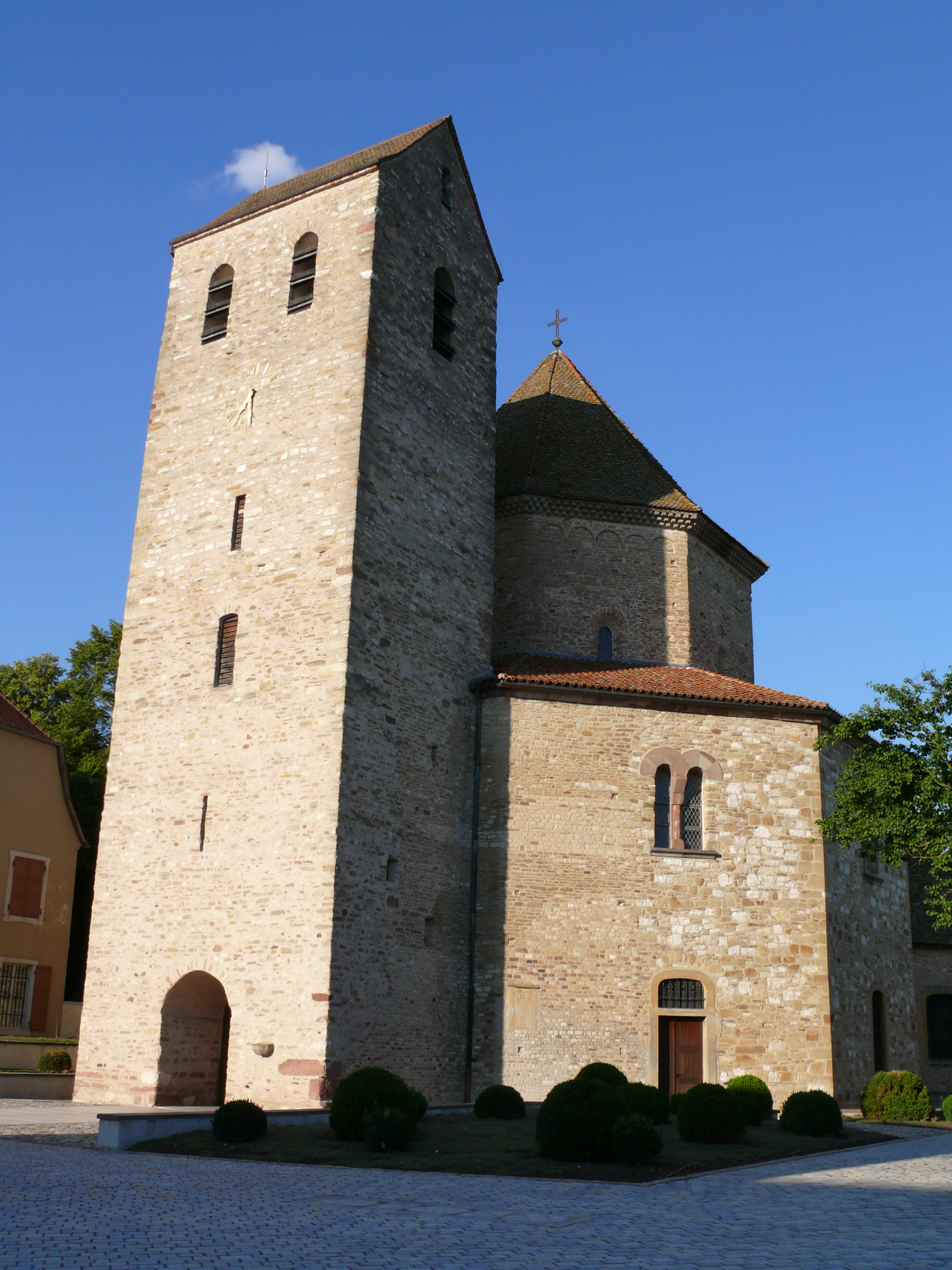
Clopotnița

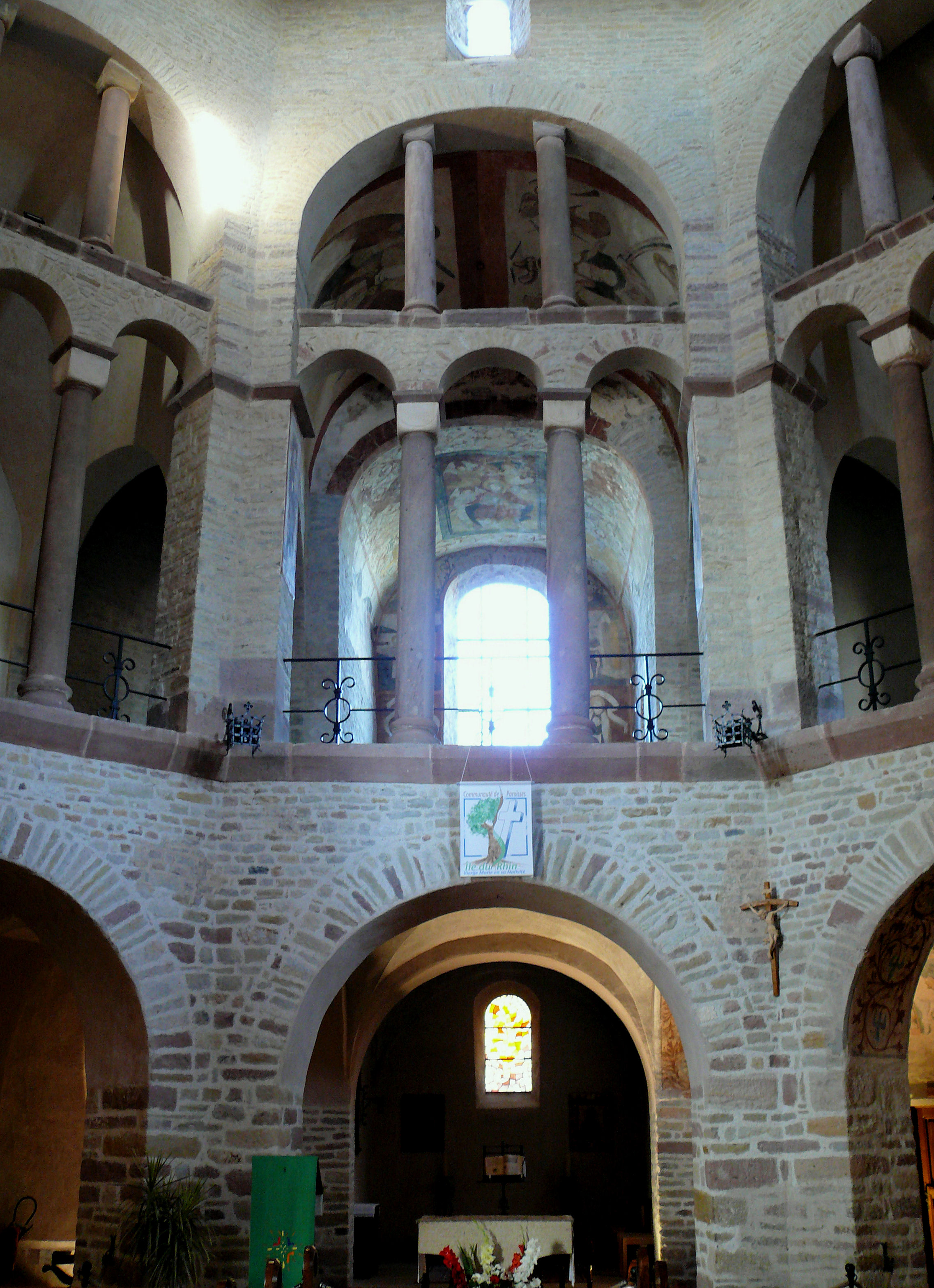
Interior

Biserica Sfinții Petru și Pavel (în franceză Église Saint-Pierre-et-Saint-Paul) din Ottmarsheim, este o veche biserică abațială și colegială din Alsacia.
Ea are particularitatea de a avea un plan octogonal preluat de la capela imperială din Aachen, ceea ce o face una dintre bisericile romanice celebre de pe Rinul superior.
Abația a fost fondată de Rudolf I de Altenburg, din familia Habsburg, prin anul 1030. Biserica a fost consacrată de papa Leon al IX-lea în 1049.
Edificiul a fost clasat monument istoric  la 1 octombrie 1841 (cod MH 1841).

## Istoric
Domeniul Ottmarsheim este menționat pentru prima oară în 881. Numele ar putea veni de la Othmar, abate de Sankt Gallen. Abația Sankt Gallen poseda, într-adevăr, bunuri în împrejurimi.
Prin anul 1030 contele Rudolf I de Altenburg, din familia de Habsburg, a construit pe domeniul său o mănăstire dedicată Fecioarei Maria pentru călugărițele din ordinul benedictin. Rudolf I de Altenburg aparține unei familii din Argovia. Fratele său, Radbot a fondat abația  din Muri. Unchiul său, Wernher, era episcop de Strasbourg. Episcopul Wernher a întreprins începerea construirii Catedralei Notre-Dame din Strasbourg. Împreună cu Radbot a construit castelul Habsburg, care a dat numele său dinastiei.
Papa Leon al IX-lea a consacrat în 1049 biserica abațială. A promulgat atunci o bulă prin care a plasat mănăstirea  sub protecția Sfântului Scaun, căruia maicile îi datorează o redevență.
Rudolf I de Altenburg a murit prin 1055. Tradiția spune că a fost înmormântat în biserică.
La 29 ianuarie 1063 Henric al IV-lea i-a confirmat Cunégondei, văduva lui Rudolf I de Altenburg, privilegiile pontificale ale abației.
Apoi la 1 martie 1064, împăratul Henric al IV-lea i-a confirmat Cunégondei posesiunile abației în Sundgau, la vest de Rin.
La cererea abatesei (stareței) Évanchilde, papa Eugen al III-lea a reînnoit, la 21 mai 1153, privilegiile acordate abației de către papa Leon al IX-lea, care sunt:
- protecția Sfântului Scaun,
- scoaterea de sub jurisdicția episcopului diecezan,
- libera alegere a abatesei (stareței),
- alegerea advocatului (vătafului) din rândul membrilor familiei lui Rudolf de Altenburg.